# Elisabeth Walter
Elisabeth Walter (* 19. Juni 1897 in Kippenheimweiler, heute Stadt Lahr; † 4. Juni 1956 in Konstanz) war eine deutsche Lehrerin und Schriftstellerin.

## Leben
Nach ihrer Geburt in Lahr-Kippenheimweiler wuchs sie in Friesenheim-Oberweier auf. Nach der Schule wurde sie Lehrerin und unterrichtete ab 1922 an Schulen in Bühlertal-Obertal, Meßstetten-Heinstetten, Friedenweiler-Rötenbach, Murg-Hänner, Freiburg-Betzenhausen und in Weilheim-Dietlingen. Nach einer Versetzung nach Salem im Jahr 1949 wird sie aus gesundheitlichen Gründen vorzeitig aus dem Schuldienst entlassen. In Konstanz starb sie im Alter von 58 Jahren.

## Wirken
1930 erschien im Freiburger Verlag Herder die Erstauflage von Elisabeth Walters Kinderbuch Abenteuerliche Reise des kleinen Schmiedledick mit den Zigeunern. Es ist eine heimatkundliche Führung durch Baden in der Nachfolge von Selma Lagerlöfs Nils Holgerson und erzählt die Geschichte des von Zigeunern entführten Hotzenwälder Lausbuben Schmiedledick, der in seinem neuen Leben eine ganz andere Perspektive als die bisher gewohnte erfährt. Der geschilderte Rahmen der Reise mit den Zigeunern in ihrem Pferdewagen wird allerdings heute nicht mehr als politisch korrekt empfunden. Schmiedledick soll als Sonntagskind für die Zigeuner den Poppelegeist vom Hohenkrähen erlösen. Obwohl er sehr bald die Möglichkeit der Heimkehr hat, entschließt er sich, bei den Zigeunern zu bleiben. Das entbehrungsreiche und harte Leben seiner neuen Familie wird realistisch geschildert. Er selbst wird von der Umwelt als Zigeunerkind angesehen und als solches behandelt. An Elisabeth Walters Wirkungsort Heinstetten befand sich im Truppenübungsplatz Heuberg bis zum Porajmos ein Lagerplatz von fahrendem Volk.
Die Nationalsozialisten witterten in dem Buch Zigeunerfeindlichkeit und versuchten Elisabeth Walter für ihre Zwecke einzuspannen. Dies misslang ihnen bei der katholischen und tief religiösen Frau jedoch, verschaffte ihr aber Unannehmlichkeiten wie Bespitzelung und Schikanen. Ihr Buch wurde in der Folge auch aus den katholischen Borromäus-Bibliotheken entfernt.
In der Nachkriegszeit wurde dem Buch vorgeworfen, dass es rassistische Stereotype transportiere. Es fanden sich jedoch auch Stimmen, die betonten, dass das Buch die Zigeunerfamilie Weinberg und insbesondere die Großmutter Mindel insgesamt positiv darstelle und dass nur eine kontextuelle Einordnung dem Text gerecht werde. Zum 125. Geburtstag der Autorin erschien im Drey-Verlag in Gutach (Schwarzwaldbahn) eine von Hubert Matt-Willmatt herausgegebene 20. Auflage mit einer bebilderten Einführung in Leben und Werk von Elisabeth Walter, einem ausführlichen Kommentarteil sowie einem Literaturverzeichnis.

## Ehrungen
Im Freiburger Stadtteil Betzenhausen und in Friedenweiler-Rötenbach sind Straßen nach Elisabeth Walter benannt. An den Schulen in Murg-Hänner und Weilheim-Dietlingen sind Gedenktafeln angebracht. In Lahr-Kippenheimweiler steht ein Elisabeth-Walter-Schulhaus, in Murg-Hänner gibt es einen Schmiedledick-Saal. Ihr Grabstein findet sich an der Kirche in Friesenheim-Oberweier.

## Werke
- Madleen kann nichts wissen (autobiografische Erzählung ihrer Jugend) in Einmalige Sonderausgabe des Gesamtwerkes zum 100. Geburtstag, herausgegeben von Hubert Matt-Willmatt, Schillinger Verlag, Freiburg 1997 ISBN 978-3-89155-207-0
- Rosmarin und Nägili (alemannischer Gedichtband) in Einmalige Sonderausgabe des Gesamtwerkes zum 100. Geburtstag, herausgegeben von Hubert Matt-Willmatt, Schillinger Verlag, Freiburg 1997 ISBN 978-3-89155-207-0
- Abenteuerliche Reise des kleinen Schmiedledick mit den Zigeunern. Freiburg i.Br.: Verlag Herder, 1930, bzw. Freiburg i.Br.: Schillinger Verlag, 2006. ISBN 978-3-89155-323-7.
20. Auflage, herausgegeben von Hubert Matt-Willmatt, Gutach (Schwarzwaldbahn) 2022, ISBN 978-3-948482-09-1